# Nepotula
Nepotula là một chi bướm đêm thuộc họ Cosmopterigidae.